# 15563 Remsberg
15563 Remsberg è un asteroide della fascia principale. Scoperto nel 2000, presenta un'orbita caratterizzata da un semiasse maggiore pari a 2,4418882 UA e da un'eccentricità di 0,1555190, inclinata di 2,32061° rispetto all'eclittica.